# Cranleigh

Wappen von Cranleigh

Cranleigh ist ein Ort etwa 13 km südöstlich von Guildford in Surrey mit 11.241 Einwohnern (Zensus 2011). Er liegt an einer Nebenstraße östlich der Landstraße A281, die Guildford mit Horsham verbindet.

## Geschichte
Das Dorf wurde zuerst im Jahr 1166 in den Pipe Rolls als Cranlea und 1167 als Cranelega erwähnt. In einem Dokument aus dem Jahr 1198 (Feet of Fines) wird der Name mit Cranele angegeben. Alle Formen gehen auf die altenglischen Wörter „Cran“ für Kranich und „Lēoh“ zurück, die zusammen eine „Lichtung im Wald, die von Kranichen besucht wird“, bedeuten.
Im 16. Jahrhundert öffnete das Boy & Donkey Pub und bestand bis in die frühen 1990er Jahre. Das Haus wurde in ein privates Anwesen umgewandelt. Oliver Cromwell besuchte das Dorf und den Pub im Jahr 1657.
Der Bau des Wey and Arun Canal, der nahe an dem Dorf vorbei verlief, führte im Jahr 1813 zu wirtschaftlichem Aufschwung. Der Kanal verband London über die Themse und den Wey mit Littlehampton über den Arun. Im Jahr 1865 folgte bereits die Eröffnung der Bahnverbindung zwischen Horsham und Guildford, die den Kanal obsolet machte. Ferner wurde 1818 eine Mautstraße zwischen den beiden Orten eingerichtet.
Im Jahr 1859 wurde das erste Gemeindekrankenhaus mit einigen Betten für die Krankenpflege eingerichtet; es blieb bis in den Mai 2006 in Betrieb.
Mitte der 1860er Jahre wurde der Name des Dorfes von Cranley in Cranleigh geändert, da es bei der Postzustellung immer wieder zu Verwechslungen mit dem nahe gelegenen Crawley in West Sussex kam.
1876 entstand das erste Gaswerk im Dorf, gefolgt von einem öffentlichen Wasserversorgungssystem in 1886. 1894 brachte große Fortschritte im innerdörflichen Straßenbau und die Eröffnung eines Lebensmittelgeschäfts, nachdem bereits 1887 das kleine Warenhaus Mann’s den Betrieb aufgenommen hatte (das auch 2021 noch existiert).
Am 27. August 1944 schlug ein deutscher V1 Flugkörper in die Grundschule ein, was keine Opfer forderte, da es sich um den Morgen eines Sonntags handelte. Ein weiterer Flugkörper schlug in einen Gasometer ein, zerstörte diesen und ein nahes Wohnhaus, dessen Bewohner verstarb.
Der Bahnhof von Cranleigh wurde im Jahr 1965 nach fast 100 Jahren des Betriebs geschlossen.

## Verkehr
Die im Jahr 1865 in Betrieb genommene Eisenbahnverbindung (Cranleigh Line) verband Guildford und Horsham mit der Hauptlinie zwischen London und der Hafenstadt Portsmouth. Der Bahnhof von Cranleigh war der am meisten frequentierte Haltepunkt an dieser Verbindung für Pendler nach London. Die Verbindung fiel 1965 dem Sparprogramm Beeching Axe zum Opfer.
Cranleigh ist über kleinere Landstraßen (B-roads) in das allgemeine Straßennetz eingebunden. Zur Ringautobahn von London (M25) bei Leatherhead sind es 30 km.
Busrouten, die das Dorf bedienen, führen nach Guildford, Horsham und Godalming.

## Öffentliches Leben
Cranleigh stellt einen Vorort von Guildford dar, wo die Mehrzahl der Einwohner beruflich tätig ist; daneben ist der Ort das Einkaufszentrum für das umliegende ländliche Gebiet. Das Cranley Hotel, ein großes Haus aus Viktorianischer Zeit, ist ein denkmalgeschütztes Bauwerk.
Das private Internat (Cranleigh School) besteht seit 1865 und war zunächst als „The Surrey County School“ bekannt. Staatliche Schulen sind die Glebelands School (Sekundarbereich) sowie die Cranleigh und die Park Mead Grundschulen.
Neben der anglikanischen Kirche St. Nicolas gibt es in Cranleigh die römisch-katholische Kirche Jesus Christ Redeemer of Mankind (Erlöserkirche) sowie Kapellen der Methodisten und der Baptisten.
Der Ort verfügt über ein von Freiwilligen unterhaltenes Gemeindezentrum (Cranleigh Arts Centre), eine öffentliche Bücherhalle. und öffentliche Sporteinrichtungen mit Schwimmhalle.
Jährlich veranstaltet die Cranleigh & South Eastern Agricultural Society die Landwirtschaftsausstellung Cranleigh Show.
Winterfold House, ein wenig nordöstlich des Dorfs, wurde im Jahr 1886 für Viscount Alverstone, der im Jahr 1900 Lord Chief Justice wurde, gebaut. Das Haus diente im 2. Weltkrieg als Ausbildungsstätte der Special Operations Executive (SOE); auch die Agentin Violette Szabo wurde hier ausgebildet. Im Jahr 1960 kaufte Carol Mircea Lambrino, erstgeborener Sohn des rumänischen Königs Carol II., das Haus.

## Bekannte Einwohner
- Eine Künstlergruppe, darunter W. Heath Robinson und Lawson Wood lebte in den 1920er Jahren in Cranleigh.
- Der Mathematiker G. H. Hardy wurde in Cranleigh geboren und wuchs hier auf.
- Der Schlagzeuger der Beatles, Ringo Starr und seine Ehefrau Barbara Bach lebten am Rande des Ortes.
- Der Schauspieler Michael Cochrane besuchte in Cranleigh die Schule.